# Itolia pilosa
Itolia pilosa là một loài ruồi trong họ Asilidae. Itolia pilosa được Martin miêu tả năm 1966. Loài này phân bố ở vùng Tân Bắc giới.